# Triftjigletscher (Stockhorn)
Der Triftjigletscher ist ein kleiner Gletscher in den Walliser Alpen. Er befindet sich auf der Nordseite des Hohtälligrats zwischen dem Stockhorn und der Roten Nase. 
Der Gletscher hat im Schweizer Gletscherinventar die Nummer B56/4.

## Geografie
Die Exposition des Gletschers ist nördlich. Der höchste Punkt dieses Gletschers befindet sich beim eigentlichen Stockhorngipfel auf 3532 m ü. M. Der Gletscher reicht zurzeit (2013) noch bis auf eine Höhe von rund 2900 m ü. M.

## Tourismus
Auf dem Triftjigletscher befindet sich das Freeride-Skigebiet von Zermatt. Dieses ist mit den beiden Skiliften Triftji und Stockhorn erschlossen. Der Stockhornlift wurde  im Jahr 2007 als Ersatz für die Pendelbahn Hohtälli-Stockhorn gebaut. Der Triftjilift stammt aus dem Jahr 1984 und ersetzte den ersten Skilift aus dem Jahr 1964, dessen Bergstation am 22. April 1984 durch einen Brand zerstört wurde.